# 牛久城

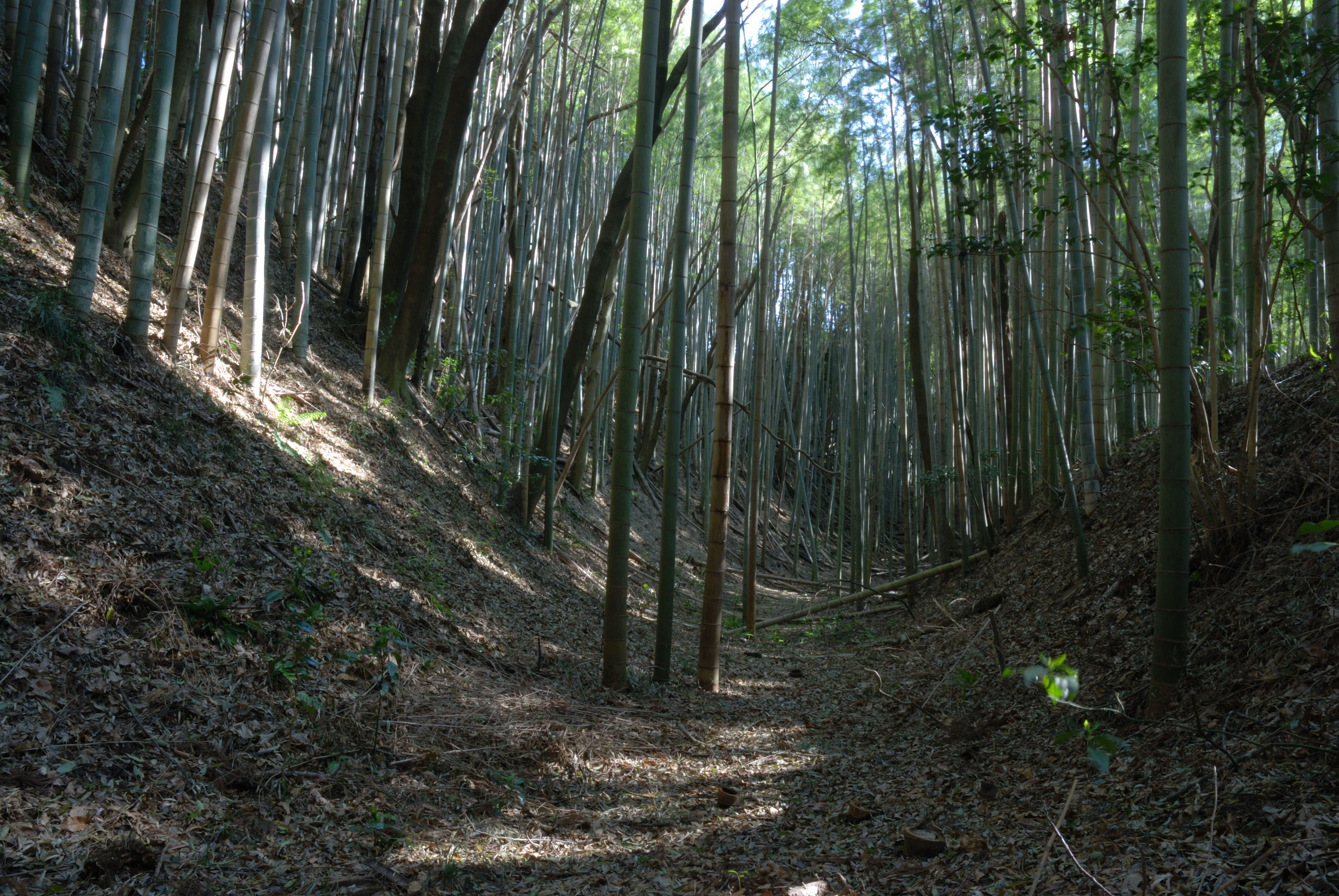
一郭空堀

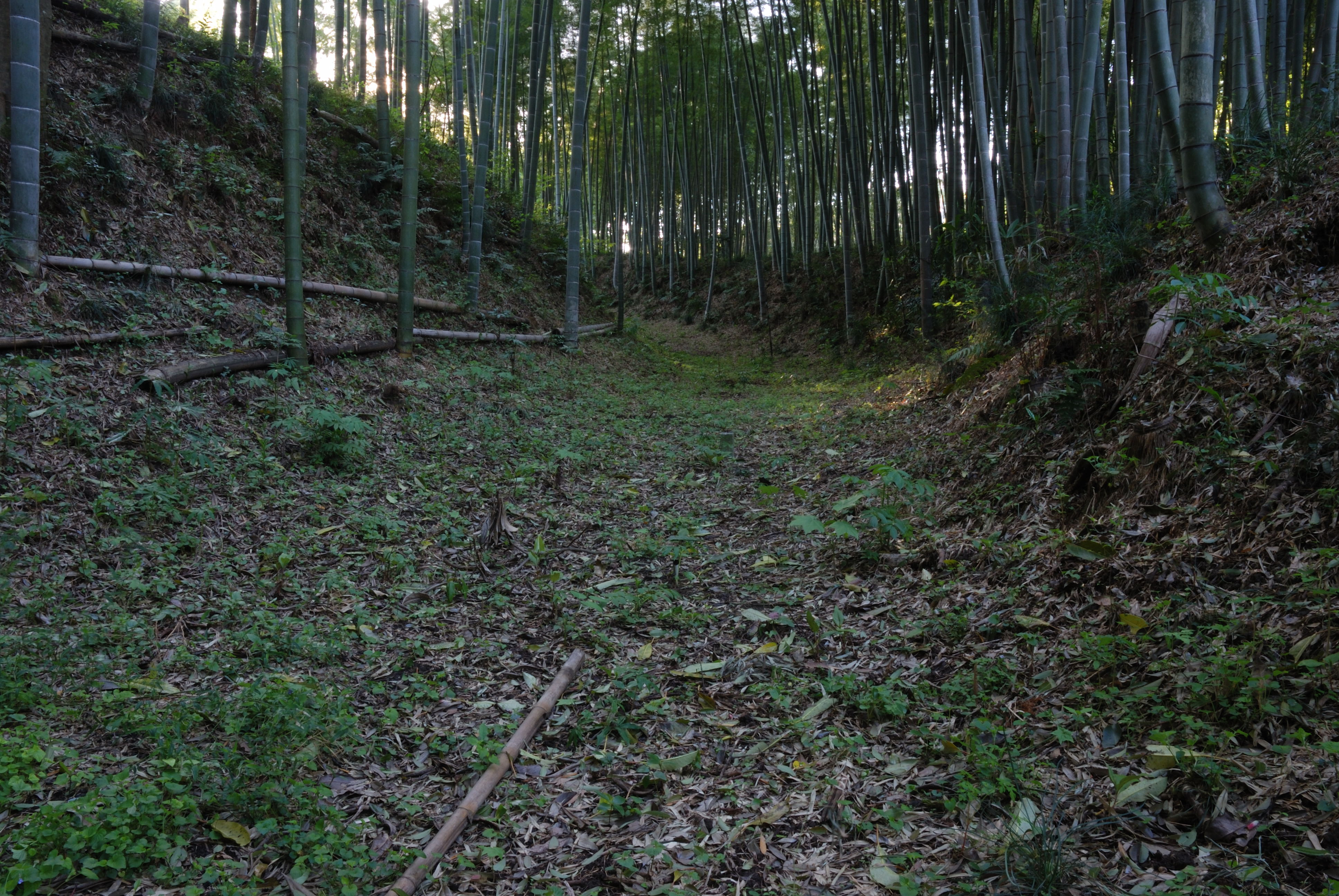
城中町空堀

牛久城（うしくじょう）は、茨城県牛久市城中にあった日本の城。

## 概要
牛久城は天文後半（1550年頃）に佐竹氏の南進を受けて築造された。小田氏を宗家とする岡見氏によって築かれた城で、永禄9年（1566年）の『上杉家文書』の「小田氏治味方地利覚書」に「岡見山城守」の城と記されている。
佐竹氏と結んだ多賀谷氏による攻撃が激化し、元亀元年（1570年）には岡見氏の支城である谷田部城が落城。城主の岡見主殿は牛久城に逃れ、北条氏に救援を求めた。佐竹氏の常陸国南進によって小田氏が後退したことで、次第に北条氏と佐竹氏の係争の舞台となり、岡見氏や土岐氏は小田氏の下を離れて北条氏についた。
北条氏は牛久城の防備と多賀谷氏との戦いに備えて在番衆として近隣の領主を送り込んだ。これにより多賀谷氏の侵攻を受けたが、牛久城はかろうじて落城を免れたとみられている。
しかしながら、牛久城は天正18年（1590年）に豊臣秀吉軍が進出した（小田原征伐）ことで落城に至った。豊臣秀吉は由良国繁を牛久城主としたが、元和9年（1623年）に牛久城は廃城になった。国繁の子の貞繁は徳川家康の近侍となり旗本となったため江戸に屋敷を割り当てられていた。
その後、寛永5年（1628年）に山口重政が1万5千石で牛久に封じられ、牛久藩が成立する。そして、2代藩主山口弘隆によって寛文9年（1669年）に旧牛久城外郭内の西端、牛久沼に接する標高約20mの台地の端に新たに牛久陣屋が築かれ、以降幕末に至る。
現在は、外郭部は開発の手が入り保存状態はよくないが、一部に空堀および土塁が残る。また大手門跡は市の史跡に指定されている。

## 沿革
- 牛久城は、天文後半（1550年前後）の佐竹氏の南進を契機に岡見氏によって築かれた。
- 永禄末から元亀（1570年前後）になると、佐竹氏と結んだ多賀谷氏からの攻撃が激しくなった。
- 元亀元年（1570年）谷田部城が破られ、城主の岡見主殿は牛久城へ逃れた。
- 天正5年（1577年）以降、北条氏が牛久城の防御と多賀谷氏との戦いに備え、井田氏、豊島氏、高城氏などの在番衆が牛久城に派遣された。
- 天正15年（1587年）多賀谷氏が牛久城と東林寺城の西隣に八崎城を築城し、程なく足高城が落城し、牛久城と東林寺城が侵攻された。
- 天正18年（1590年）豊臣秀吉軍の東国攻めにより開城した。
- その後、豊臣秀吉によって由良国繁の母に牛久城が与えられ、由良国繁が城主になったが、元和9年（1623年）牛久城は、廃城になった。
- 寛永5年（1628年）に山口重政が一万五千石で牛久に封じられる。
- 寛文9年（1669年）に山口弘隆によって牛久陣屋が築かれる。

## 構造
牛久城惣構え
牛久城は東西約800m、南北約1kmにおよぶ城中全体を取り囲んだ惣構えをもっている。三方を牛久沼に囲まれた台地の上にあり、主郭を中心として中城と外郭の外郭部を取り囲む防禦ラインが築かれている。城のある台地は浸食谷によっていくつかの舌状台地になっており、城の東と西に牛久沼の水が入り込んでいて防御に適している。更に外部と連絡するのは北側の台地上を行くしかないのであるが、その台地がかなり細くなっているため、ここを切断すると台地全体が独立し、さらに防御が楽であったことが分かっている。
主郭の構造
牛久城の主郭部は、地名が城山とされている部分にある。南端の一部が土採りにより失われているが、主郭部に空堀、土塁が残っている。主郭はさらに郭で分けられている。一番北の郭は北と南に堀を入れ、東西に長くなっている。また、左右には土塁が残っていて、虎口の機能を持っていたことがうかがえる。